# Централна провинција (Кенија)
Централна провинција је једна од осам бивших првинција Кеније. Према попису из 2007. године у њој је живело 4 милиона 145 хиљада становника. Површина коју је заузимала је 13 191 km². Главни град је био Њери.

## Географија
У рељефу Централне провинције доминира планина Кенија са 5199 метара надморске висине. У централној провинцији у планинском масиву Абердаре се налази извор реке Тане која је прва по дужини речног тока у Кенији. Клима је свежија него у осталим деловима Кеније, због велике надморске висине. Постоје два кишна периода и то тзв. дуги кишни период од марта до маја и кратки кишни период у октобру и новембру.

## Становништво
На подручју бивше Централне провинције живе припадници следећих етничких група: Кикују, Ембу и Меру.

## Привреда
Становништво Централне провниције Кеније било је запослено највећим делом у пољопривреди (плантаже кафе) и сточарству (млекарска индустрија).

## Дистрикти
Централна провинција Кеније је 2009. године била подељена на пет дистрикта и то: Киамбу, Кирињага, Марањга, Њандаруа и Њери.